# Domenico I Contarini
Domenico I Contarini (... – Venezia, 1071) fu il 30º doge della Repubblica di Venezia.

## Dogado
Prese il posto di Domenico Flabiano nella prima metà del 1041 (anche se la tradizione propende per il 1043). A differenza del solito, non si ha alcuna notizia attorno alle vicende che portarono alla sua elezione: probabilmente si trattò di un evento pacifico, in continuità con il clima di stabilità interna cominciato con il Flabiano.
Poco dopo la sua nomina, il Contarini si ritrovò di fronte ai secolari attriti tra il patriarcato di Grado e il patriarcato di Aquileia, riacutizzati dal bellicoso Poppone. Quest'ultimo morì nel 1042, ma la questione rimaneva irrisolta; in particolare, era necessario mettere mano al privilegio del 1027, con il quale papa Giovanni XIX sottoponeva Grado ad Aquileia. In questa maniera Grado avrebbe assunto una piena autonomia, e con esso la sua giurisdizione, che comprendeva anche il Ducato di Venezia.
All'inizio del 1044 il patriarca Orso Orseolo, appoggiato dal doge e dal popolo, si appellò nuovamente al pontefice (che ora era Benedetto IX) chiedendo che l'autonomia di Grado fosse ristabilita e che quanto era stato sottratto da Poppone fosse restituito. Il papa accolse in pieno le richieste di Orso: fu organizzato un sinodo che si concluse con la condanna di Poppone, l'annullamento del privilegio del 1027 e il riconoscimento definitivo della Chiesa gradense.
Alla luce di questo successo, si può quindi facilmente intuire il rapporto di stretta collaborazione tra doge e patriarca, a differenza di quanto era avvenuto nel governo precedente.
In politica estera, l'avvenimento coincise con un riavvicinamento della Curia Romana nei confronti di Venezia. Vi fu inoltre un miglioramento dei rapporti con i Bizantini, come dimostrano le investiture del Contarini a patrizio imperiale e ad archipato sin dal 1046.
Tuttavia, i buoni rapporti con la Santa Sede non fecero altro che accentuare le tensioni con il Sacro Romano Impero, retto allora da Enrico III. Il sovrano non perse occasione per confermare apertamente la sua ostilità, sostenendo la causa degli storici nemici di Venezia. Così nel 1047 al vescovo di Treviso Rotero venivano sottoposte l'abbazia di Sant'Ilario, un antico monastero ai margini della Laguna Veneta, fondato da Angelo Partecipazio e sottoposto all'autorità ducale. In realtà, l'istituzione religiosa non si sottomise al vescovo, ma rimase aperta la questione attorno alle sue corti. La questione finì alla fine per capovolgersi: nel 1052 l'imperatore organizzò un placito con il quale le corti furono confermate a Sant'Ilario; poco dopo, Enrico III ribadiva i privilegi veneziani all'interno dell'Impero, con evidenti vantaggi commerciali.
Durante il suo dogado fu conquistata la città dalmata di Zara, ma non vi furono altre guerre; il doge fu nominato prima archiproto e poi magister da parte di Bisanzio.
Morì di morte naturale nel 1071 e fu sepolto nella chiesa di San Nicolò del Lido, da lui stesso fondata assieme al patriarca di Grado Domenico Marango e al vescovo di Olivolo Domenico Contarini, forse suo parente. A lui si deve la ricostruzione della basilica di San Marco nelle forme attuali, riedificata a partire dal 1063 e alla sua morte quasi ultimata.